# Makoto Tsuruga
Makoto Tsuruga (jap. 敦賀信人 Tsuruga Makoto, ur. 3 listopada 1977 w Tokoro) – japoński curler, reprezentant kraju na zimowych igrzyskach olimpijskich.
Tsuruga zadebiutował na arenie międzynarodowej podczas Mistrzostw Świata Juniorów 1996, jako trzecie w zespole Hiroshiego Satō. Rok później to on był skipem, doprowadził Japonię do fazy play-off, przegrał tam jednak mecze z Finlandią 3:5 (Perttu Piilo) i Kanadą (Ryan Keane) 6:9.
Japonia była gospodarzem Zimowych Igrzysk Olimpijskich 1998 i miała zagwarantowane miejsce w turnieju. Zespół Tsurugi zdołał wywalczyć mecze barażowe, jednak po przegranej 4:5 ze Stanami Zjednoczonymi (Tim Somerville) zajął. 5. miejsce, w Round Robin to Japonia wygrała przeciwko Amerykanom 8:6.
Nigdy nie udało mu się sięgnąć po złoty medal w rozgrywkach strefy Pacyfiku, a do finałów dochodził czterokrotnie. Zajęcie 2. miejsca pozwoliło mu wystąpić na Mistrzostwach Świata 2006, drugi raz wystąpił w 2010 mimo tego, że w rywalizacji kontynentalnej uczestniczyła ekipa Yusuke Morozumiego. Rok później w mistrzostwach Pacyfiku zajął ostatnią pozycję wygrywając zaledwie jeden mecz.
Tsuruga uczestniczy również w rywalizacji par mieszanych, zajął 2. miejsce w I Mistrzostwach Japonii w tej konkurencji, jego partnerką była Ayumi Ogasawara.

## Drużyna
|           | Czwarty         | Trzeci         | Drugi            | Otwierający      |
| --------- | --------------- | -------------- | ---------------- | ---------------- |
| 2006/2012 | Makoto Tsuruga  | Yuki Sawamukai | Yusaku Shibaya   | Ryosuke Haneishi |
| MŚ 2006   | Yoshiyuki Ōmiya | Makoto Tsuruga | Tsuyoshi Ryutaki | Kazuhiko Ikawa   |
| MSP 2005  | Yoshiyuki Ōmiya | Makoto Tsuruga | Kazuhiko Ikawa   | Yuji Hirama      |
| 1998/1999 | Makoto Tsuruga  | Kazuhito Hori  | Hiroshi Satō     | Naoki Kudo       |
| ZIO 1998  | Makoto Tsuruga  | Hiroshi Satō   | Yoshiyuki Ōmiya  | Hirohumi Kudo    |
| MSP 1997  | Yoshiyuki Ōmiya | Hirohumi Kudo  | Hiroshi Satō     | Makoto Tsuruga   |
| 1996/1997 | Makoto Tsuruga  | Kazuhito Hori  | Hiroshi Satō     |                  |

Drużyny juniorskie
|           | Czwarty        | Trzeci            | Drugi         | Otwierający       |
| --------- | -------------- | ----------------- | ------------- | ----------------- |
| 1997/1998 | Makoto Tsuruga | Hiroshi Satō      | Kazuhito Hori | Shinya Abe        |
| 1996/1997 | Makoto Tsuruga | Hiroaki Kashiwagi | Jun Nakayama  | Kazuto Yanagizawa |
| 1995/1996 | Hiroshi Satō   | Makoto Tsuruga    | Kazuhito Hori | Shinya Abe        |